# Терехова Маргарита Борисівна
Маргарита Борисівна Терехова (рос. Маргари́та Бори́совна Те́рехова; нар. 25 серпня 1942, Туринськ, Свердловська область, РРФСР, СРСР) — радянська і російська актриса і режисер театру та кіно. Заслужена артистка РРФСР (1976). Народна артистка Російської Федерації (1996). Кавалер ордена Пошани (2013).

## Життєпис
Закінчила студію Ю. О. Завадського при Академічному театрі ім. Моссовета (1964).
З 1964 — актриса театру ім. Моссовєта. Поставила спектакль «Коли пройде п'ять років» (Ф. Гарсіа Лорка).
Дебютувала у кіно роллю Тані в фільмі Фрунзе Довлатяна «Здрастуй, це я!» (1965).
Зіграла дві головні ролі в знаменитій картині Андрія Тарковського «Дзеркало» (1974).
Популярність принесли ролі в фільмах «Та, що біжить по хвилях» (1967), «Монолог» (1972), «Собака на сіні» (1977), «Д'Артаньян та три мушкетери» (1978, Міледі), «Благочестива Марта» (1980).
Лауреат ряду кінофестивалів в номінації за найкращу жіночу роль в картині «Тільки для божевільних» (1990).
Режисер-постановник та сценарист фільму «Чайка» (2005) — екранізації однойменної п'єси Антона Чехова.

## Фільмографія
Акторські кінороботи:
- «Здрастуй, це я!» (1965, Таня)
- «Та, що біжить по хвилях» (1967, Фрезі Грант)
- «І ці губи і очі зелені...» (1967, Джоан)
- «Смішний випадок» (1969, фільм-спектакль)
- «Зелений коник» (1969, фільм-спектакль; Ліда)
- «Вулиця Ангела» (1969, фільм-спектакль; Ліна, дочка Голспі)
- «Білоруський вокзал» (1970, Наташа Шипілова)
- «Сімейне щастя» (1971, фільм-спектакль; Маша)
- «Монолог» (1972, Тася Сретенська)
- «Моє життя» (1972, Маша Должикова)
- «Четвертий» (1972, Кет, жінка, яку Він любив)
- «Золото, золото — серце народне» (1972, фільм-спектакль)
- «Дитинство. Отроцтво. Юність» (1973, фільм-спектакль; Наталія Миколаївна)
- «Два гусари» (1973, фільм-спектакль; Ліза)
- «Сергєєв шукає Сергєєва» (1974, Таня, дівчина Юрія, співробітниця «Аерофлоту»)
- «Дзеркало» (1974, Марія, мати Олексія / Наталія, дружина; реж. Андрій Тарковський)
- «Довіра» (1975, Олександра Коллонтай)
- «На все життя, що залишилося…» (1975, вчителька Фаїна, пізніше — вагітна з ампутованою ногою)
- «Діаманти для диктатури пролетаріату» (1975, Віра, колишня дружина Воронцова)
- «Ріккі-Тіккі-Таві» (1975, Маргарет Лоусон, мати Тедді)
- «Поки стоять гори...» (1976, Катя Шалагіна)
- «Денний поїзд» (1976, Віра, патентознавець)
- «Синій птах» (1976, Молоко)
- «Собака на сіні» (1977, Діана, графиня де Бельфлор (виконавиця пісень — Олена Дріацька)
- «Хто поїде в Трускавець» (1977, Вона)
- «Мамо, я живий» / нім. Mama, ich lebe! (1977, Світлана)
- «Розклад на післязавтра» (1978, Антоніна Сергіївна, вчителька російської літератури)
- «Лелека» (1978)
- «Діти як діти» (1978, Оля)
- «Гравці» (1978, фільм-спектакль; Аделаїда Іванівна)
- «Д'Артаньян та три мушкетери» (1978, Міледі Вінтер; Одеська кіностудія)
- «Чоловіки і жінки» (1979, Надія Сергіївна)
- «Мій друг Моцарт» (1979, фільм-спектакль; Муза)
- «Санта Есперанса» (1979, Ізабель)
- «Мені від кохання спокою не знайти» (1980, фільм-спектакль; Клеопатра / Дездемона / Офелія / Катарина / леді Анна)
- «Історія кавалера де Гріє і Манон Леско» (1980, фільм-спектакль; Манон Леско)
- «Таємниця Едвіна Друда» (1980, фільм-спектакль; Єлена Ландлес)
- «Благочестива Марта» (1980, донья Марта (пісню виконувала — Олена Камінська)
- «Давай одружимося» (1982, Олена Дмитрівна Воронова)
- «Все могло бути інакше» (1982, Дарина, мати Флорина)
- «Графоман» (1983, фільм-спектакль; Галина)
- «За синіми ночами» (1983, Ольга Миколаївна, подруга Таї)
- «Русь споконвічна» (1986, імператриця Феодора)
- «Дисидент» (1988, редактор)
- «Очима клоуна» (1988, фільм-спектакль; Марі Деркум)
- «Зелений вогонь кози» (1989, Олена, мати Микити; Кіностудія ім. О. Довженка)
- «Воно‎» (1989, Анелька Лядоховська)
- «Отче наш» (1989, мати)
- «Зламане світло» (1990, Катюша, акторка)
- «Посередині світу» (1990, мати Арсенія Тарковського/ мати Андрія Тарковського / Анна Ахматова / Марина Цвєтаєва)
- «Тільки для божевільних» (1990, Рита, медсестра)
- «Іван Федоров», або «Одкровення Іоанна Першодрукаря» (1991, Анастасія Садовська)
- «Стежка» (1992, тітка)
- «Заборонений плід» / Забраненият плод (1994, Болгарія; слідчий)
- «Королі російського розшуку» (1996, «Шантаж» (3-я серія); Марфа Петрівна Морозова, вдова мільйонера)
- «Чайка» (2005, Ірина Миколаївна Аркадіна) та ін.

Режисер-постановник і сценарист:
- «Чайка» (2005)